# Copeina
Genre
Copeina est un genre de poissons téléostéens de la famille des Lebiasinidae et de l'ordre des Characiformes. Il regroupe des espèces de poissons américains.

## Liste des espèces
Selon FishBase (25 juin 2015) :
- Copeina guttata (Steindachner, 1876)
- Copeina osgoodi Eigenmann, 1922